# Podroś
Podroś (biał. Падрось; ros. Подрось) – wieś na Białorusi, w obwodzie grodzieńskim, w rejonie wołkowyskim, w sielsowiecie Krasne Sioło.
Znajduje tu się cmentarzysko z XI-XII w., przebadane przez polskich archeologów w dwudziestoleciu międzywojennym oraz przystanek kolejowy Padstancyja, położony na linii Mosty – Wołkowysk.
W dwudziestoleciu międzywojennym leżała w Polsce, w województwie białostockim, w powiecie wołkowyskim, w gminie Roś.